# Joan Buscà i Ambrós
Joan Buscà i Ambròs és un economista i empresari català especialitzat en l'àmbit fiscal i econòmic.
És nomenat membre del Comitè Executiu i president de la Comissió Econòmicofiscal de PIMEC l'any 1988. L'any 2010 passa a ser membre de la Junta directiva de l'entitat. Com a docent, és fundador i professor del màster d'assessoria fiscal d'ESADE i professor de la UB. Ha col·laborat també amb els equips econòmics de tots els grups parlamentaris del Congrés de Diputats, el Senat i el Parlament de Catalunya per desenvolupar propostes parlamentàries relacionades amb el món empresarials. Des de 2008 és membre del Patronat de la Fundació Ajuda i Esperança (Telèfon de l'Esperança) i membre del Patronat de la Fundació Llars de l'Amistat de discapacitats físics. L'any 2015 forma part de la candidatura Junts pel Sí a les eleccions al Parlament de Catalunya, com a candidat núm. 48 per la circumscripció de Barcelona.
L'any 2012 rep la Medalla al treball President Macià de la Generalitat de Catalunya. També l'any 2012 rep la Medalla de Reconeixement Empresarial de PIMEC.